# Eutetras
Eutetras är ett släkte av korgblommiga växter. Eutetras ingår i familjen korgblommiga växter.
Kladogram enligt Catalogue of Life:
| Eutetras | \| \| Eutetras palmeri \| \| \| \| \| \| Eutetras pringlei \| \| \| \| |
|          | \| \| Eutetras palmeri \| \| \| \| \| \| Eutetras pringlei \| \| \| \| |
|          | Eutetras palmeri                                                       |
|          |                                                                        |
|          | Eutetras pringlei                                                      |
|          |                                                                        |